# Antigua Lonja de Ares
La Antigua Lonja de Ares del Maestre, también conocida como Els Perxes, es un edificio de arcadas góticas y elementos mudéjares, datado del siglo XIII, ubicado en el centro del municipio de Ares del Maestre, en la comarca del Alto Maestrazgo, en la provincia de Castellón. Está catalogado como Bien de Relevancia Local, según consta en la Dirección General del Patrimonio Cultural de la Generalidad Valenciana.

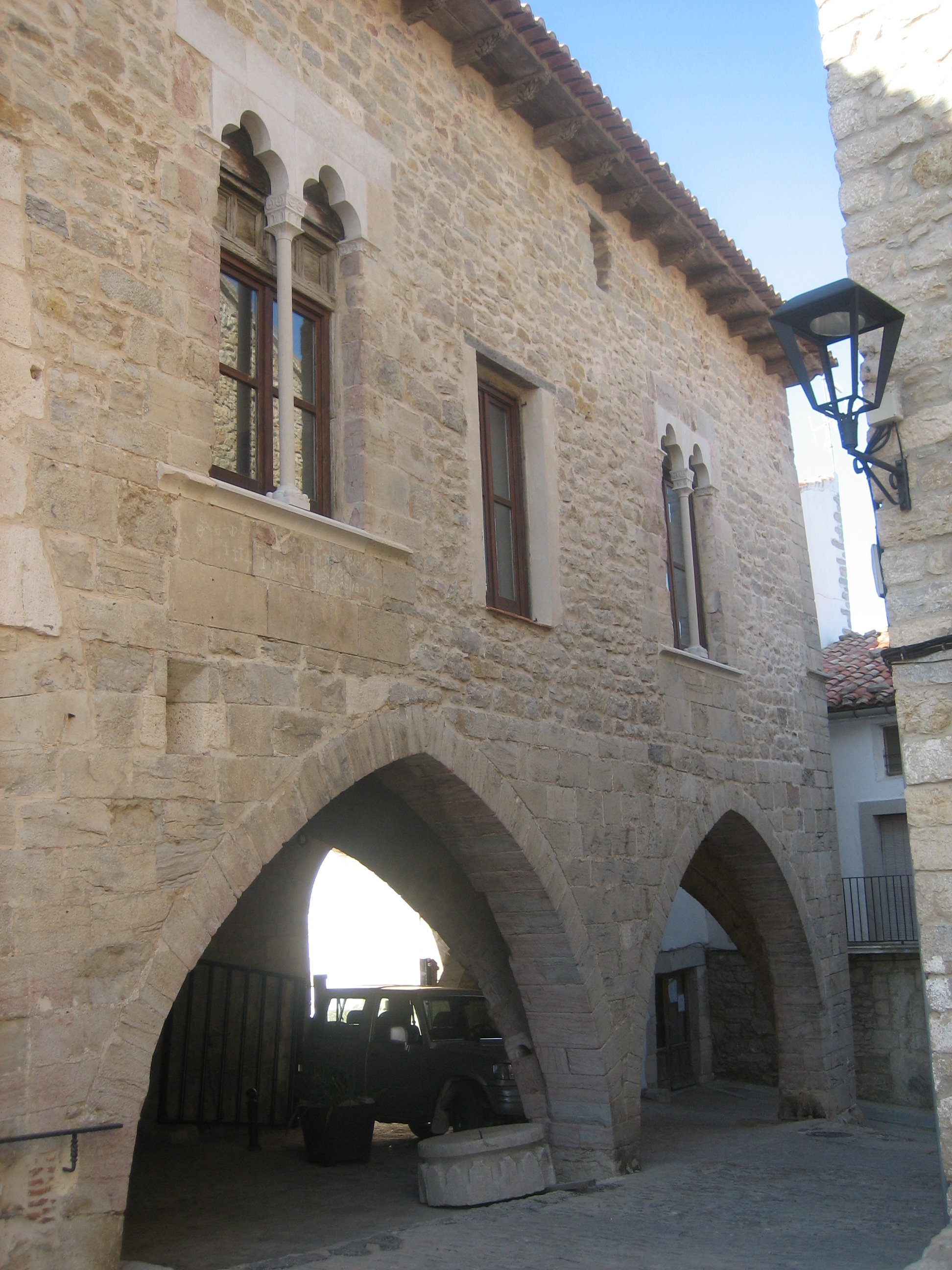

## Descripción
El edificio ha sido estudiado por el arquitecto Enric Llop, quien considera que la lonja fue construida entre 1295 y 1318. Según este autor, la lonja se construyó sobre un fortín árabe destruido en 1232 por los cristianos. Por su parte, la sala se considera obra posterior, iniciada en 1318, edificándose una Sala Capitular de la Orden de los Templarios y que luego pasó a manos de la Orden de Montesa. Tras el paso de sucesivos conflictos bélicos, la lonja fue reconstruida y se transformó en el Ayuntamiento en 1786. Es en este momento en el que se abre el hueco que une el edificio con la Plaza de la Iglesia, a través de una arco de medio punto realizado en la muralla.
La Lonja tenía planta rectangular, con anexo abovedado. Se construyó utilizando como muro de carga la propia muralla, completándose con arcos ojivales en dos direcciones, trazados sin impostar, situados sus centros en el suelo. Por su parte, el forjado es una armadura de madera, que se apoya sobre los arcos y entrevigado de rasilla cerámica, cambiándose la dirección de la viguería de una crujía a otra.
Presenta también una planta superior, de menor dimensión con ventanas bíforas, a la que se accede desde otra sala que pertenece a la ampliación posterior del Ayuntamiento, que actualmente se ubica en la mentada Lonja.
Se tiene constancia de la celebración durante la Edad Media de un mercado semanal que utilizaba las plazas Mayor y de la Iglesia, así como la Lonja. En el siglo XIX se instaló en ella una carnicería de la que todavía se observan algunos restos (una argolla de la que se colgaban las reses para ser pesadas).